# Globigerinatella
Globigerinatella, en ocasiones erróneamente denominado Globeritella, es un género de foraminífero planctónico de la subfamilia Orbulininae, de la familia Globigerinidae, de la superfamilia Globigerinoidea, del suborden Globigerinina y del orden Globigerinida. Su especie tipo es Globigerinatella insueta. Su rango cronoestratigráfico abarca desde el Burdigaliense (Mioceno inferior) hasta el Serravaliense (Mioceno medio).

## Descripción
Globigerinatella incluía foraminíferos planctónicos con conchas subesféricas a ovoidales, inicialmente trocoespiraladas globulares; sus cámaras eran inicialmente globulares, con crecimiento en tamaño rápido, y la última cámara era grande, semiesférica, y fuertemente abrazadora, envolviendo el lado umbilical de la parte trocoespiralada; sus suturas intercamerales eran incididas, pero muchas estaban cubiertas por bullas; en el estadio trocoespiralado, la abertura era interiomarginal y umbilical; en el estadio adulto, presentaba numerosas aberturas secundarias suturales y areales, todas bordeadas por gruesos rebordes anulares o cubiertas por bullas, pequeñas en el caso de las aberturas areales, e irregulares y extendidas en el caso de las aberturas suturales, estas últimas provistas de numerosas aberturas accesorias infralaminares; presentan pared calcítica hialina, delgada, finamente perforada y pustulosa.

## Discusión
Clasificaciones posteriores han incluido Globigerinatella en la familia Globigerinatellidae y en la superfamilia Globigerinitoidea.

## Paleoecología
Globigerinatella incluye especies con un modo de vida planctónico, de distribución latitudinal tropical-subtropical, y habitantes pelágicos de aguas superficiales (medio epipelágico).

## Clasificación
Globigerinatella incluye a la siguiente especie:
- Globigerinatella insueta  †